# Stromatoporoidea
Ordre

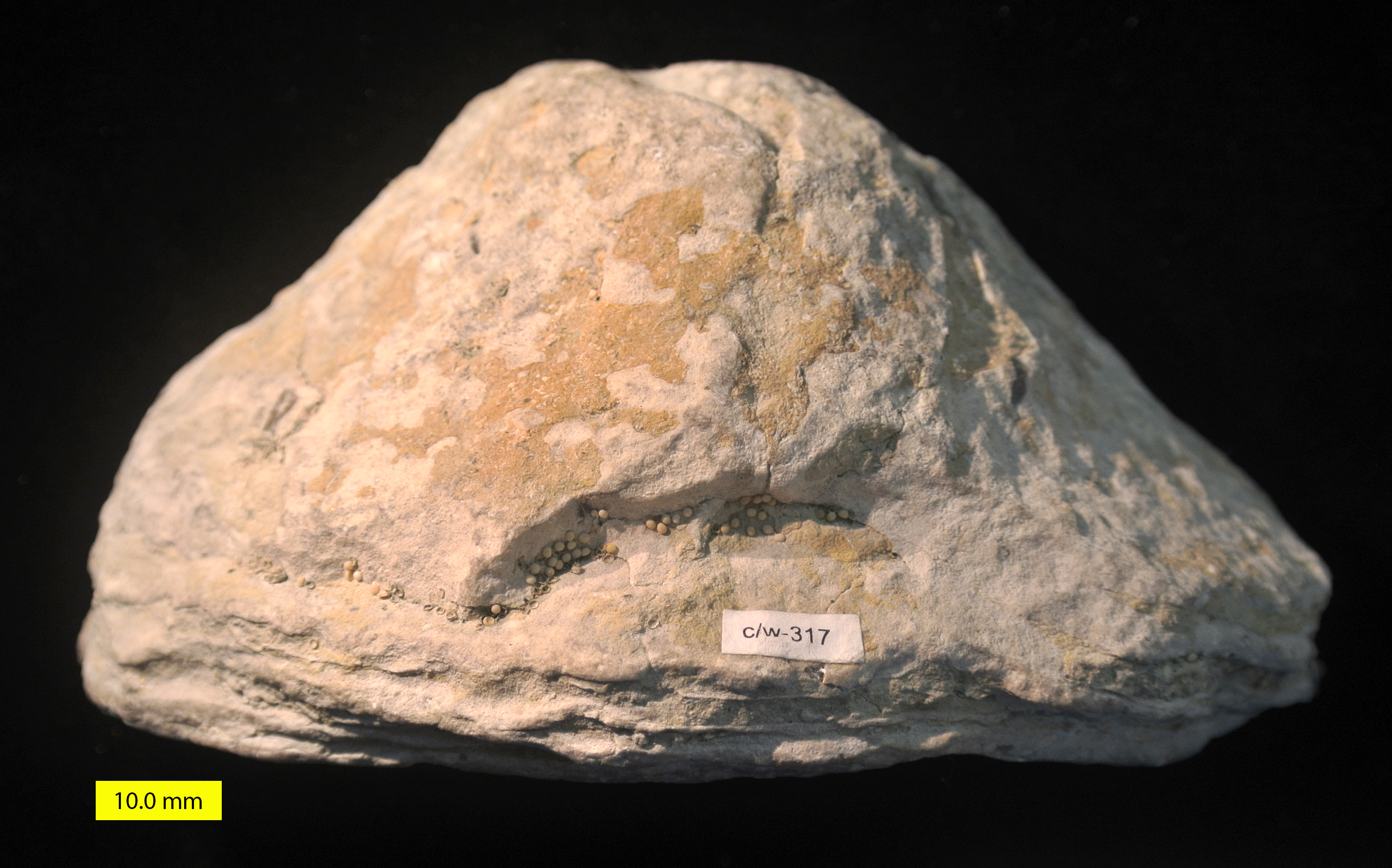
Un stromatopore : Densastroma pexisum du Silurien de Saaremaa en Estonie.

Les stromatoporoïdés, ou plus simplement stromatopores, forment un ordre d’invertébrés aquatiques vivant en colonie et constructeurs de récifs en particulier au Silurien et au Dévonien. Les paléontologues ont d'ailleurs longtemps cru qu'ils s'étaient éteints à la fin du Dévonien.
Cependant des stromatopores fossiles ont été trouvés dans d'autres niveaux stratigraphiques allant du Cambrien à l’Oligocène. Ces invertébrés ont contribué de façon importante à la formation de récifs pendant le Paléozoïque, mais plus spécialement de l’Ordovicien au Dévonien ainsi qu'à la fin du Crétacé. 
Le groupe a d’abord été rattaché aux coraux et placé dans le phylum Cnidaria ; il est maintenant considéré comme un groupe particulier d'éponges (Porifera), les calcisponges (Sclerospongiae), éponges au squelette massivement calcifié.
Il y a de nombreuses formes fossiles, avec des squelettes calcaires sphériques, arborescents, ou encroûtants. 
Les membres vivants de ce groupe sont classés par les zoologues comme calcispongiaires (Sclerospongiae), mais sont identiques à ce que les paléontologues ont identifié comme stromatoporoïdés. Les stromatoporoïdés modernes survivent dans des régions où les autres formes benthiques récifales ne peuvent survivre.